# Nhị thập bát tú

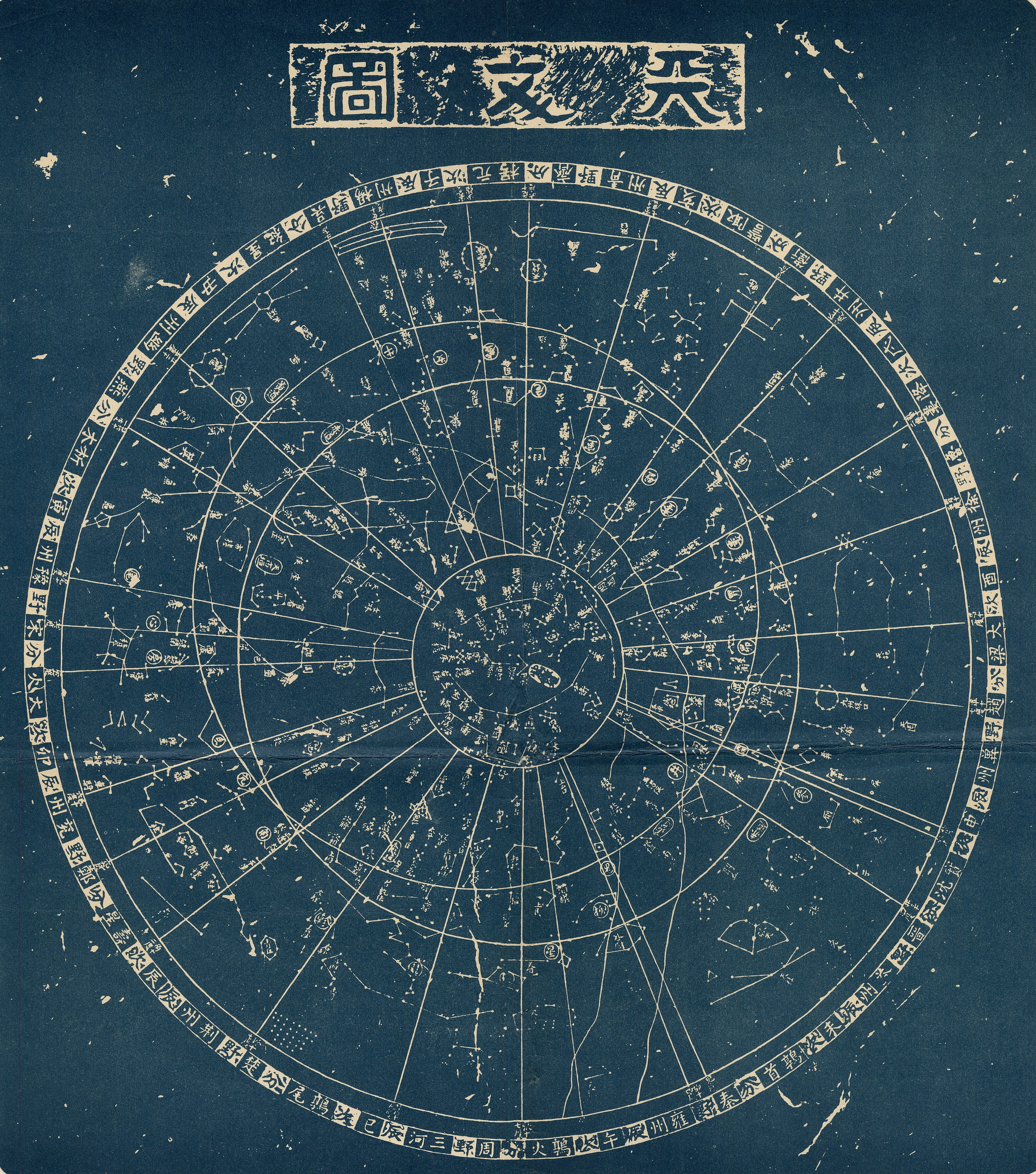
Bản đồ thiên văn khắc đá thời Tống, được bảo tồn tại Văn miếu Tô Châu, chia toàn bộ vùng trời, ngoại trừ khu vực gần cực bắc thiên cầu, dựa trên hệ thống nhị thập bát tú.

Nhị thập bát tú là một thuật ngữ trong thiên văn học phương Đông cổ đại, chỉ 28 chòm sao nằm gần hoàng đạo và xích đạo thiên cầu. Đây là một phần quan trọng trong hệ thống tọa độ xích đạo của thiên văn học cổ đại Trung Quốc. Mỗi chòm sao trong số này được xác định dựa trên một ngôi sao cố định gọi là "cự tinh", đóng vai trò làm mốc để đo lường vị trí của các thiên thể như Mặt Trời, Mặt Trăng, ngũ hành tinh (Kim, Mộc, Thủy, Hỏa, Thổ), sao chổi và các thiên thể khác. Nhị thập bát tú không chỉ là cơ sở để quan sát các vì sao mà còn để theo dõi chuyển động của các thiên thể trên bầu trời.
Người xưa chia vòng hoàng đạo thành bốn phần, tương ứng với bốn phương: Đông, Tây, Nam, Bắc và gán cho mỗi phương một linh thú huyền thoại, được gọi là Tứ tượng, bao gồm Thanh Long ở phương Đông, Bạch Hổ ở phương Tây, Chu Tước ở phương Nam và Huyền Vũ ở phương Bắc. Mỗi phương được chia thành 7 chòm sao, mỗi chòm sao đều có một ngôi sao chính gọi là "cự tinh", được dùng làm mốc để xác định tọa độ thiên văn. Chúng không chỉ là công cụ của các nhà thiên văn cổ, mà còn là biểu tượng linh thiêng trong văn hóa và tâm linh, gắn liền với vận khí của trời đất. Chẳng hạn, chòm Giác tú, với ngôi sao chủ là Giác tú nhất, ban đầu chỉ một nhóm sao nhỏ gần xích đạo. Nhưng về sau, nó được mở rộng để bao gồm cả vùng trời thuộc Giác tú, đại diện cho sự khai mở, tiên phong và canh tân.
Hệ thống Nhị thập bát tú cũng có điểm tương đồng với hệ thống Nakshatra trong thiên văn học Ấn Độ và 36 Decan trong thiên văn học cổ đại Ai Cập, vốn cũng dựa trên chuyển động của Mặt Trăng. Không chỉ giới hạn trong thiên văn học, Nhị thập bát tú còn được sử dụng rộng rãi trong các hoạt động bói toán và tử vi đẩu số. Khi kết hợp với thất diệu (bảy hành tinh chủ) và các con vật tượng trưng, chúng trở thành các "Cầm tinh", giúp luận đoán vận mệnh, dự báo sự hưng suy của gia đình, quốc gia và cả vũ trụ. Mỗi chòm sao đại diện cho một phẩm chất, năng lượng và sự ảnh hưởng đặc biệt, như sao nào chủ về phúc đức, sao nào mang lại thử thách hay biến động.
Ngoài vai trò là một hệ thống thiên văn cổ, Nhị thập bát tú còn xuất hiện trong văn hóa đại chúng, đặc biệt thông qua sự nhân cách hóa trong các tác phẩm văn học và thần thoại như Phong thần diễn nghĩa và Tây du ký. Trong Phong thần diễn nghĩa, Nhị thập bát tú vốn là đệ tử của Thông Thiên giáo chủ. Sau khi bị tiêu diệt trong trận chiến Thương – Chu, hồn phách họ bị đưa lên bảng Phong Thần và trở thành những vị thần cai quản các chòm sao. Trong Tây du ký, Nhị thập bát tú xuất hiện trong vai trò những vị thần hỗ trợ hoặc đối đầu với Tôn Ngộ Không và nhóm thỉnh kinh.

## Từ nguyên
"Nhị thập bát tú" còn được gọi là "Nhị thập bát xá" hoặc "Nhị thập bát thứ". Các từ "tú" (宿), "xá" (舍) và "thứ" (次) đều mang ý nghĩa là nơi dừng chân, nghỉ ngơi hay trạm trú. Trong bối cảnh này, chúng được hiểu là "nơi ở" của Mặt Trăng, Mặt Trời và các vì sao.
Mặt Trăng quay quanh Trái Đất và nếu lấy các ngôi sao cố định làm hệ quy chiếu, thời gian để Mặt Trăng hoàn thành một vòng quỹ đạo và trở về cùng một vị trí là khoảng 27,33 ngày, gọi là một tháng sao (hay tháng thiên văn). Theo quan niệm của người xưa, mỗi ngày Mặt Trăng đi qua một khu vực các ngôi sao cố định, và khu vực này được xem như trạm nghỉ hoặc quán trọ của Mặt Trăng trong ngày hôm đó. Vì vậy, những ngôi sao này được chia thành 27 hoặc 28 chòm sao, gọi là Nhị thập bát tú. Trong thời kỳ đầu, người Trung Quốc cổ đại cũng từng sử dụng hệ thống 27 tú, nhưng về sau, cách phân chia 28 tú trở nên phổ biến và được chuẩn hóa.

## Hệ thống sao

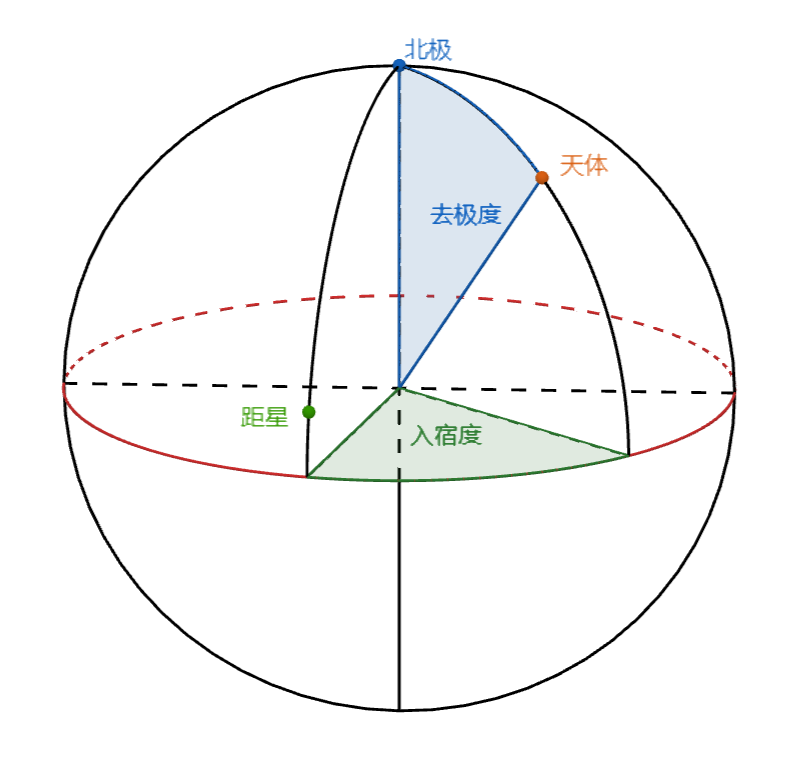
Hệ tọa độ xích đạo thiên văn truyền thống của Trung Quốc. Đường màu đỏ là xích đạo thiên cầu, các điểm xanh lá là các cự tinh và điểm màu xanh dương là cực Bắc thiên cầu. Khi tính toán vị trí của một thiên thể màu cam, "Nhập tú độ" (góc của vùng xanh lá) biểu thị xích kinh, còn "Cự cực độ" (góc của vùng xanh dương) biểu thị xích vĩ.

Hệ thống Nhị thập bát tú về bản chất là một hệ tọa độ cầu (r, θ, φ), tuy nhiên góc phương vị φ không cố định tính từ trục x, mà được thiết lập dựa trên 28 điểm chuẩn, tức 28 cự tinh của Nhị thập bát tú.

Mặc dù "Nhị thập bát tú" có liên quan đến Mặt Trăng, nhưng việc thiết lập hệ thống này không chỉ nhằm ghi chép vị trí chuyển động của Mặt Trăng. Vì vậy, bầu trời không đơn giản bị chia đều thành 28 phần bằng nhau. Trên thực tế, mỗi "tú" chiếm một khoảng không gian rất khác biệt. Mục đích của việc này là chọn ra 28 ngôi sao làm điểm chuẩn để xây dựng một hệ tọa độ sao toàn diện, giúp nhận thức mối quan hệ giữa Mặt Trời và Mặt Trăng cũng như hiểu rõ hơn về chuyển động của các thiên thể như Mặt Trời, Mặt Trăng và các hành tinh.
Sau đó, vào khoảng thời Chiến Quốc, người Trung Quốc cổ đại đã thiết lập được hệ thống Nhị thập bát tú. Đây là một hệ tọa độ thiên văn dựa trên xích đạo trời, sử dụng xích đạo làm mặt phẳng cơ sở và dùng xích kinh (kinh độ thiên văn) và xích vĩ (vĩ độ thiên văn) để định vị các thiên thể. Trong đó Xích vĩ được biểu thị bằng khoảng cách góc từ thiên thể đến cực Bắc thiên cầu, gọi là "cự cực độ". Xích kinh được đo bằng khoảng cách góc giữa thiên thể và ngôi sao chuẩn đầu tiên ở phía Tây của nó, gọi là "cự tinh độ".
Những ngôi sao chuẩn dùng để so sánh và tính toán xích kinh được gọi là "cự tinh", bao gồm 28 ngôi sao thuộc 28 chòm sao, tạo nên hệ thống Nhị thập bát tú. Khoảng cách góc giữa các cự tinh được gọi là "cự độ". Mặc dù hệ thống này dựa trên tọa độ xích đạo, nhưng chỉ khoảng một nửa các "tú" nằm gần xích đạo, còn lại nằm gần hoàng đạo. Điều này cho thấy vào thời điểm đó, người xưa vẫn chưa hoàn toàn phân biệt rõ ràng giữa xích đạo và hoàng đạo.

### Danh sách Nhị thập bát tú và các Cự tinh

Bản đồ sao cổ đại Trung Quốc

Vào thời Hán Vũ Đế, Đặng Bình cùng các cộng sự đã xây dựng Thái Sơ lịch, qua đó thống nhất hệ thống Nhị Thập Bát Tú và các khoảng cách tới các cự tinh. Hệ thống này được sử dụng liên tục cho đến thời nhà Nguyên. Danh sách đầy đủ được trình bày trong bảng sau. Từ Sùng Trinh lịch thư trở đi, các Cự tinh được đặt tên theo cách "ngôi sao thứ nhất của tú X" (某宿一). Vào thời Minh và Thanh, đã có sự điều chỉnh đối với các ngôi sao cự tinh thuộc các chòm Khuê, Chủy và Sâm. Các tên gọi hiện tại như "Khuê tú nhị" (奎宿二), "Chủy tú nhị" (觜宿二) và "Sâm tú tam" (参宿三) phản ánh sự thay đổi này.
| Tứ tượng (四象)                            | Nhị thập bát tú | Nhị thập bát tú | Nhị thập bát tú | Nhị thập bát tú |
| Tứ tượng (四象)                            | Số thứ tự       | Tên chữ Hán     | Tên tiếng Việt  | Cự tinh         |
| ------------------------------------------ | --------------- | --------------- | --------------- | --------------- |
| Đông phương Thanh Long (東方青龍) Mùa xuân | 1               | 角              | Giác            | α Vir           |
| Đông phương Thanh Long (東方青龍) Mùa xuân | 2               | 亢              | Cang            | κ Vir           |
| Đông phương Thanh Long (東方青龍) Mùa xuân | 3               | 氐              | Đê              | α Lib           |
| Đông phương Thanh Long (東方青龍) Mùa xuân | 4               | 房              | Phòng           | π Sco           |
| Đông phương Thanh Long (東方青龍) Mùa xuân | 5               | 心              | Tâm             | α Sco           |
| Đông phương Thanh Long (東方青龍) Mùa xuân | 6               | 尾              | Vĩ              | μ¹ Sco          |
| Đông phương Thanh Long (東方青龍) Mùa xuân | 7               | 箕              | Cơ              | γ Sgr           |
| Bắc phương Huyền Vũ (北方玄武) Mùa đông    | 8               | 斗              | Đẩu             | φ Sgr           |
| Bắc phương Huyền Vũ (北方玄武) Mùa đông    | 9               | 牛              | Ngưu            | β Cap           |
| Bắc phương Huyền Vũ (北方玄武) Mùa đông    | 10              | 女              | Nữ              | ε Aqr           |
| Bắc phương Huyền Vũ (北方玄武) Mùa đông    | 11              | 虛              | Hư              | β Aqr           |
| Bắc phương Huyền Vũ (北方玄武) Mùa đông    | 12              | 危              | Nguy            | α Aqr           |
| Bắc phương Huyền Vũ (北方玄武) Mùa đông    | 13              | 室              | Thất            | α Peg           |
| Bắc phương Huyền Vũ (北方玄武) Mùa đông    | 14              | 壁              | Bích            | γ Peg           |
| Tây phương Bạch Hổ (西方白虎) Mùa thu      | 15              | 奎              | Khuê            | η And           |
| Tây phương Bạch Hổ (西方白虎) Mùa thu      | 16              | 婁              | Lâu             | β Ari           |
| Tây phương Bạch Hổ (西方白虎) Mùa thu      | 17              | 胃              | Vị              | 35 Ari          |
| Tây phương Bạch Hổ (西方白虎) Mùa thu      | 18              | 昴              | Mão             | 17 Tau          |
| Tây phương Bạch Hổ (西方白虎) Mùa thu      | 19              | 畢              | Tất             | ε Tau           |
| Tây phương Bạch Hổ (西方白虎) Mùa thu      | 20              | 觜              | Chủy            | λ Ori           |
| Tây phương Bạch Hổ (西方白虎) Mùa thu      | 21              | 参              | Sâm             | ζ Ori           |
| Nam phương Chu Tước (南方朱雀) Mùa hè      | 22              | 井              | Tỉnh            | μ Gem           |
| Nam phương Chu Tước (南方朱雀) Mùa hè      | 23              | 鬼              | Quỷ             | θ Cnc           |
| Nam phương Chu Tước (南方朱雀) Mùa hè      | 24              | 柳              | Liễu            | δ Hya           |
| Nam phương Chu Tước (南方朱雀) Mùa hè      | 25              | 星              | Tinh            | α Hya           |
| Nam phương Chu Tước (南方朱雀) Mùa hè      | 26              | 張              | Trương          | υ¹ Hya          |
| Nam phương Chu Tước (南方朱雀) Mùa hè      | 27              | 翼              | Dực             | α Crt           |
| Nam phương Chu Tước (南方朱雀) Mùa hè      | 28              | 軫              | Chẩn            | γ Crv           |

### Sự thay đổi của Nhị thập bát tú
Trong lịch sử, danh sách các chòm sao thuộc Nhị thập bát tú, khoảng cách giữa các "tú" (cự độ), ngôi sao định vị (cự tinh) và thứ tự các chòm sao đã trải qua nhiều thay đổi. Theo Khai Nguyên chiêm kinh thời Đường, các cự độ được cho là dựa trên quan sát của Thạch Thân từ thời Chiến Quốc. Những số liệu này gần giống với các ghi chép trên thẻ tre khai quật tại mộ Tần ở Cam Túc và đĩa tròn thiên văn từ mộ Nhữ Âm hầu thời Hán tại Phụ Dương, An Huy. Tuy nhiên, các cự độ này khác biệt đáng kể so với các số liệu từ thời Hán trở đi, cho thấy đã có sự điều chỉnh lớn về các cự tinh trong thời Tây Hán. Trong Sử Ký, chương Luật Thư, một hệ thống 28 chòm sao khác, được cho là của Cam Đức thời Chiến Quốc, được ghi nhận. Hệ thống này không có các chòm sao Đẩu (斗), Chủy (觜), Tỉnh (井) và Quỷ (鬼), nhưng thay vào đó là Kiến Tinh (建星), Phạt (罰), Lang (狼) và Hồ (弧). Hệ thống này có thể là tiền thân của hệ thống 28 chòm sao chuẩn hóa sau này, với phân bố các chòm sao đồng đều hơn.
Tuế sai (sự thay đổi chậm của trục quay Trái Đất) cũng ảnh hưởng đến cự độ giữa các cự tinh, gây ra sự thay đổi dần dần vị trí tương đối của chúng. Một số cự độ giữa hai ngôi sao rất gần nhau thậm chí có thể trở thành giá trị âm, làm thay đổi thứ tự xích kinh của chúng. Ví dụ, sau thế kỷ 13, cự tinh của Chủy tú (φ¹ Orionis) và Sâm tú (δ Orionis) hoán đổi thứ tự xích kinh. Các nhà truyền giáo Dòng Tên vào thời Minh mạt Thanh sơ đã thay đổi thứ tự của hai tú này, nhưng gây ra tranh cãi lớn. Đến năm 1752, triều đình Càn Long quyết định thay đổi cự tinh của Tỷ tú thành sao λ Orionis và cự tinh của Sâm tú thành sao ζ Orionis, khôi phục thứ tự "Chủy trước, Sâm sau" như cũ.
Trong thời kỳ đầu, người xưa thường chọn những ngôi sao sáng làm cự tinh, bất kể khoảng cách của chúng đến xích đạo. Nhưng khi hệ thống Nhị thập bát tú được hoàn thiện, các cự tinh được chuyển sang các ngôi sao nằm gần hoàng đạo/xích đạo hơn, dù chúng có thể kém sáng hơn. Ví dụ sao Thiên Lang (Sirius) từng được chọn làm cự tinh của Tỉnh tú, nhưng sau này được thay thế. Trong đĩa thiên văn Nhữ Âm hầu, các cự tinh như Tâm tú nhị (Antares), Tất tú ngũ (Aldebaran) và Sâm tú tứ (Betelgeuse) được ghi nhận, nhưng sau đó không còn được sử dụng.